# ریکی آلمن
 ریکی آلمن (عبری: רביב אולמן‎؛ زادهٔ ۲۴ ژانویهٔ ۱۹۸۶) یک هنرپیشه اهل ایالات متحده آمریکا است.